# Eurhopalothrix emeryi
Eurhopalothrix emeryi är en myrart som först beskrevs av Auguste-Henri Forel 1912.  Eurhopalothrix emeryi ingår i släktet Eurhopalothrix och familjen myror. Inga underarter finns listade i Catalogue of Life.